# Sbandieratore

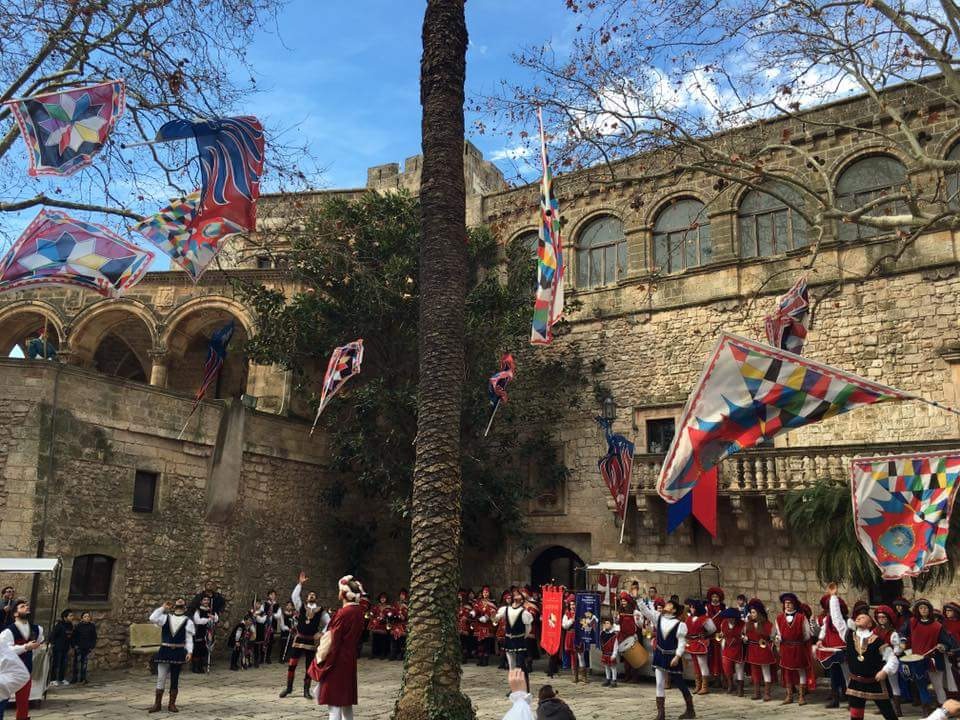
Esibizione gruppi sbandieratori di Carovigno (BR), nell'atrio del Castello Dentice di Frasso

Lo sbandieratore è un artista che si esibisce facendo compiere evoluzioni a una o più bandiere.

## Storia
Gli sbandieratori nacquero alla fine del XIV secolo come "segnalatori" durante il periodo di guerra. La presenza della bandiera tra le truppe comunali era il segno dell'orgoglio cittadino ed esprimeva un'esigenza tattica, come punto di riferimento durante il combattimento. Gli sbandieratori, infatti, servivano per comunicare con i reparti attraverso lanci e sventolii dei vessilli, indicando, in questo modo, l'attimo più propizio per l'attacco, i movimenti da effettuare con le truppe e le fasi salienti della battaglia, secondo un codice ben preciso. Il telo della bandiera era realizzato con una striscia di stoffa o di pelle in diversi e molteplici colori, in modo tale che gli sbandieratori potessero essere riconosciuti dalle proprie truppe.

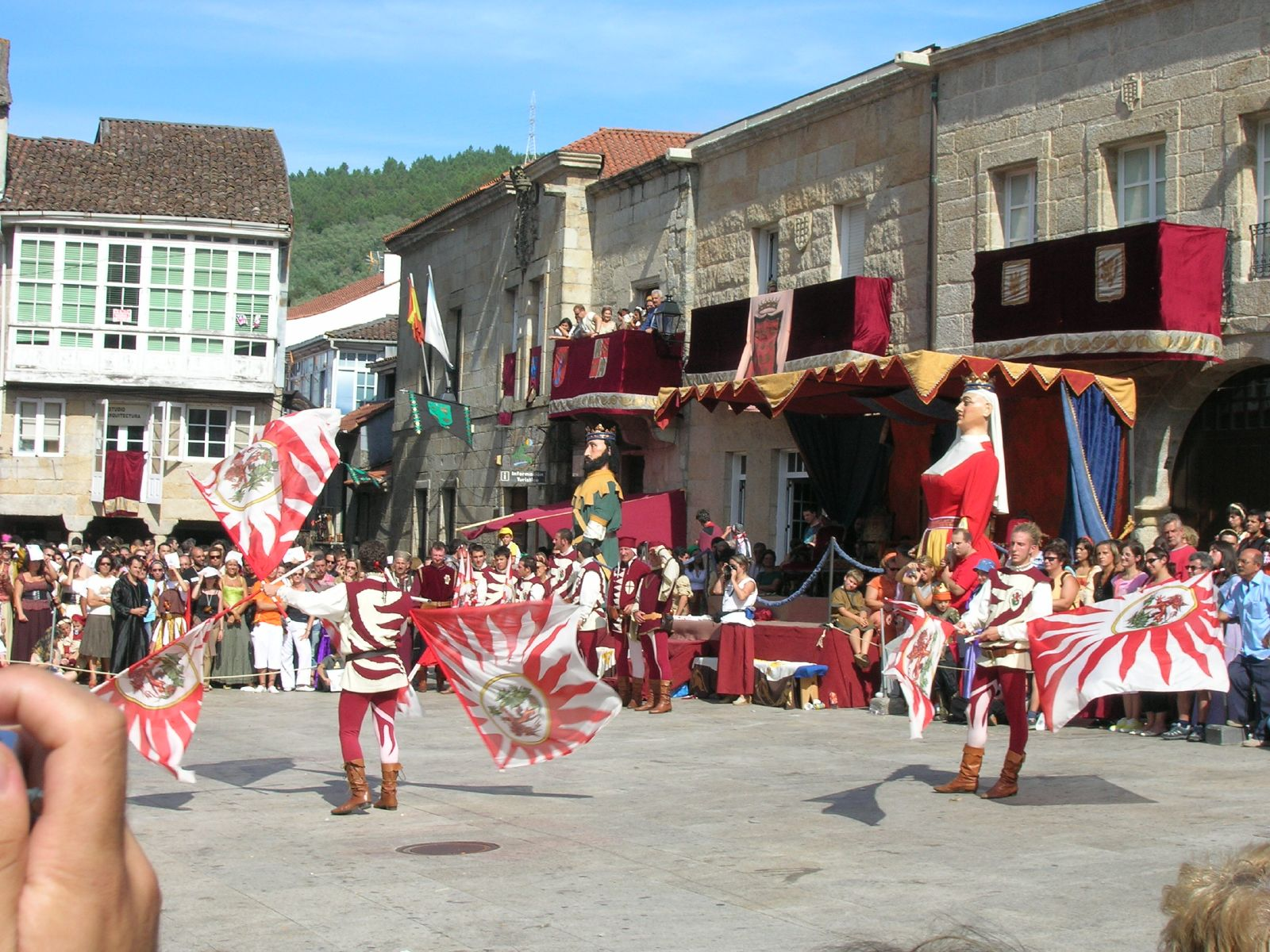
Sbandieratori di Volterra durante un'esibizione

Il maneggio delle bandiere era affidato a bravi militi che avevano il compito di difendere le proprie insegne sino alla morte. Dovevano essere fedeli, discreti ed ingegnosi oltre che istruiti in diverse lingue per comunicare coi nemici sul campo di battaglia. Se i nemici catturavano uno sbandieratore, questi, nonostante violenze e torture, non doveva assolutamente rivelare i segreti e i segnali che gelosamente custodiva.
Nelle accademie militari e nei collegi di educazione militare veniva insegnata "l'arte di sventolar la bandiera", poiché i Signori d'Italia vedevano in questo un nucleo di difensori utili al mantenimento del proprio principato. In seguito, nel Seicento, presso le corti dei grandi principi italiani era frequente l'esercitare dei giochi di bandiere in modo da intrattenere i cavalieri e le dame.
In Cina, l'antico Sun Tzu suggerisce l'utilizzo di bandiere e vessilli di giorno e di tamburi e campane di notte per migliorare l'organizzazione dei reparti nella foga della battaglia: "essi sono gli occhi e le orecchie delle truppe."
Se l'alfiere, sebbene giovane e forte, può essere sopraffatto, la bandiera deve essere salva.
Di tutto questo oggi e rimasto l'aspetto estetico e lo spettacolo che determinano un'atmosfera di festa: uno sventolio preciso e multicolore scandito dai tempi indicati dai tamburi e dalle chiarine.

## Gli sbandieratori in campo religioso e folcloristico

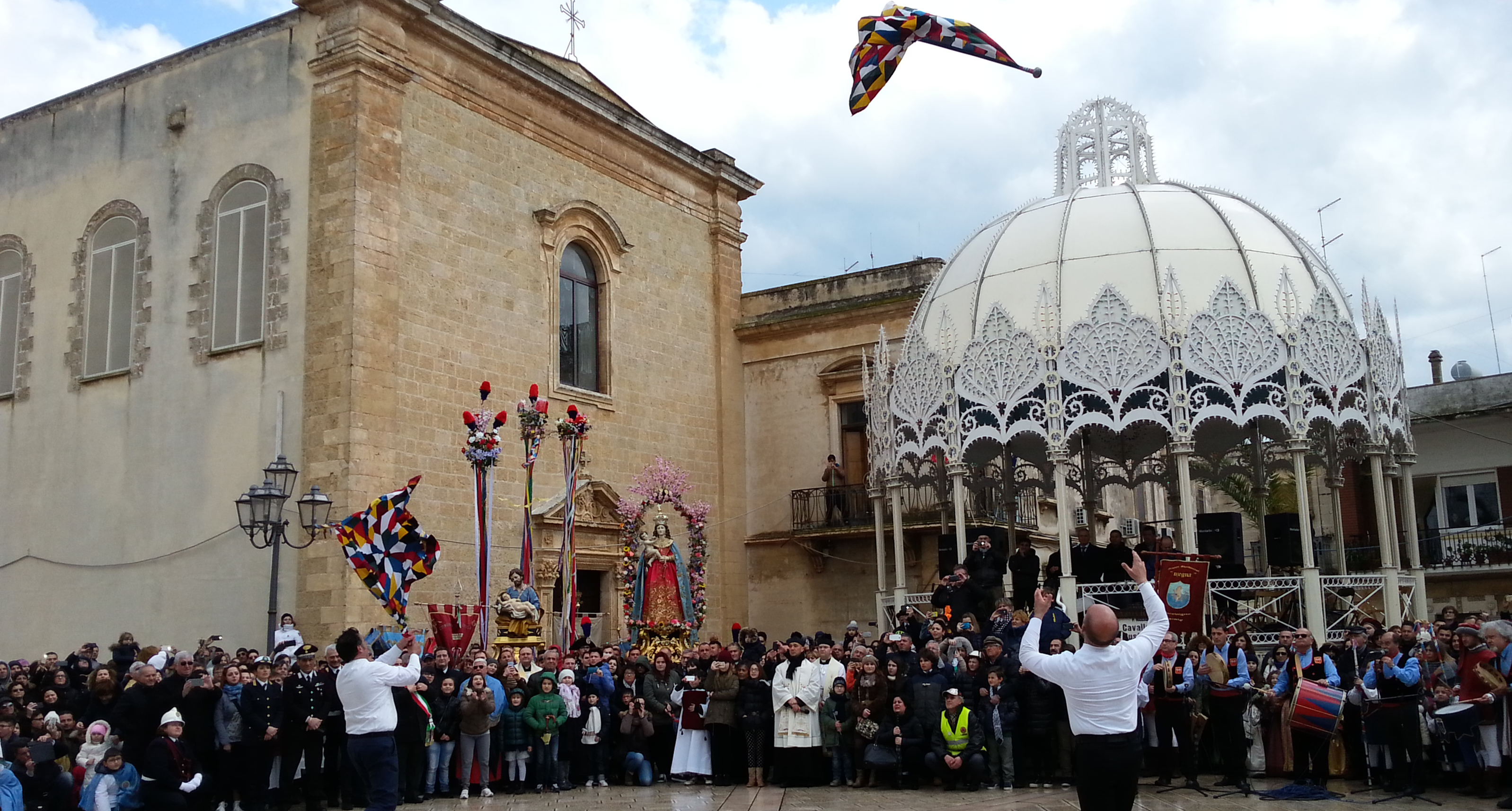
'Nzegna in piazza il martedì dopo Pasqua a Carovigno

Gli sbandieratori in campo religioso e folkloristico e non militare, sono nati probabilmente intorno all'anno 1100-1200, a Carovigno, con la nascita della "Nzegna". Secondo la leggenda, un signore di Conversano invalido, una notte sognò la Madonna di Belvedere, che chiedeva di andarla a venerare a Carovigno, in provincia di Brindisi. Il conte, arrivato nella cittadina, chiese informazioni riguardo al Santuario di Maria Santissima di Belvedere, ma nessuno conosceva quel luogo, gli indicarono solo una contrada, a qualche chilometro a nord est del paese. Qui, trovò un pastore in cerca della sua "vaccherella" smarrita e insieme ai suoi aiutanti iniziarono a cercarla. Un servo del Conte, trovò in una grotta coperta di cespugli, la vaccherella in ginocchio davanti a un'immagine di una signora, tenente in braccio un bambino. Il conte riconobbe subito quell'immagine sognata precedentemente e miracolosamente si alzò in piedi senza stampelle. Per la gioia, il pastore prese un bastone e ci attaccò un fazzoletto multicolore iniziando a lanciarlo e sventolarlo in aria, anche per farsi vedere dagli altri e attirare l'attenzione. Da questa vicenda, ogni anno il lunedì, martedì e sabato dopo Pasqua, viene "battuta" la 'Nzegna, che consiste nello sventolare, lanciare e girare intorno al corpo una bandiera multi colore, a ritmo di musica. Questo accade intorno alle ore 12 ed è eseguito da due sbandieratori che secondo la leggenda sarebbero i discendenti del pastore. Secondo alcuni, la Nzegna è la più antica forma di sbandieramento legato al culto religioso in Italia. Oggi a Carovigno, vi sono tre gruppi di sbandieratori (Ente Culturale 'Nzegna,Sbandieratori Rione Castello e Compagnia dei Carvinati) che si esibiscono in varie manifestazioni nell'arco dell'anno in campo religioso (come nelle processioni) ma anche in campo sportivo, come giochi nazionali, andando in giro per l'Italia e per il mondo, diffondendo così questa antica manifestazione carovignese.

## Lo sbandieratore oggi
Esistono, in Italia, moltissimi gruppi di sbandieratori attivi, che usano la bandiera secondo differenti scuole.
Esistono ad oggi due Associazioni che racchiudono e tutelano le singole associazioni: 
- la Federazione italiana sbandieratori è prettamente di tipo tecnico/sportivo, grande importanza è data alla tecnica e il tutto è accompagnato dal suono dei musici (tamburi e chiarine). La federazione si occupa anche dell'organizzazione del campionato italiano sbandieratori di massima serie (A1) denominato Tenzone Aurea che ogni anno si svolge in differenti località.
- la Lega Italiana Sbandieratori che tutela una sbandierata più classica e valorizza maggiormente il comparto musicale. Anche in LIS vengono organizzati Campionati Nazionali, Under18, Tornei di Coppa Italia e una manifestazione volta alla spettacolarità degli esercizi chiamata Parata Tradizionale.

Alcuni gruppi di sbandieratori (provenienti per lo più dalla Toscana, Emilia-Romagna, Lazio e dalle Marche), oltre alle esibizioni di tipo tecnico, affiancano veri e propri spettacoli narrativi di piazza, in cui l'arte del maneggiare la bandiera è contaminata da elementi quali la danza e la recitazione.
A livello europeo, si distinguono la Federazione Tedesca della Bandiera e la Federazione del Nord-Brabante, come tra le maggiori organizzazioni di bandiera al mondo, dopo quelle federali italiane.
Dal 1990 esiste a Rosario, Argentina, il Gruppo Storico del Centro Toscano, formazione unica di sbandieratori nel continente americano.